# Literatura de género

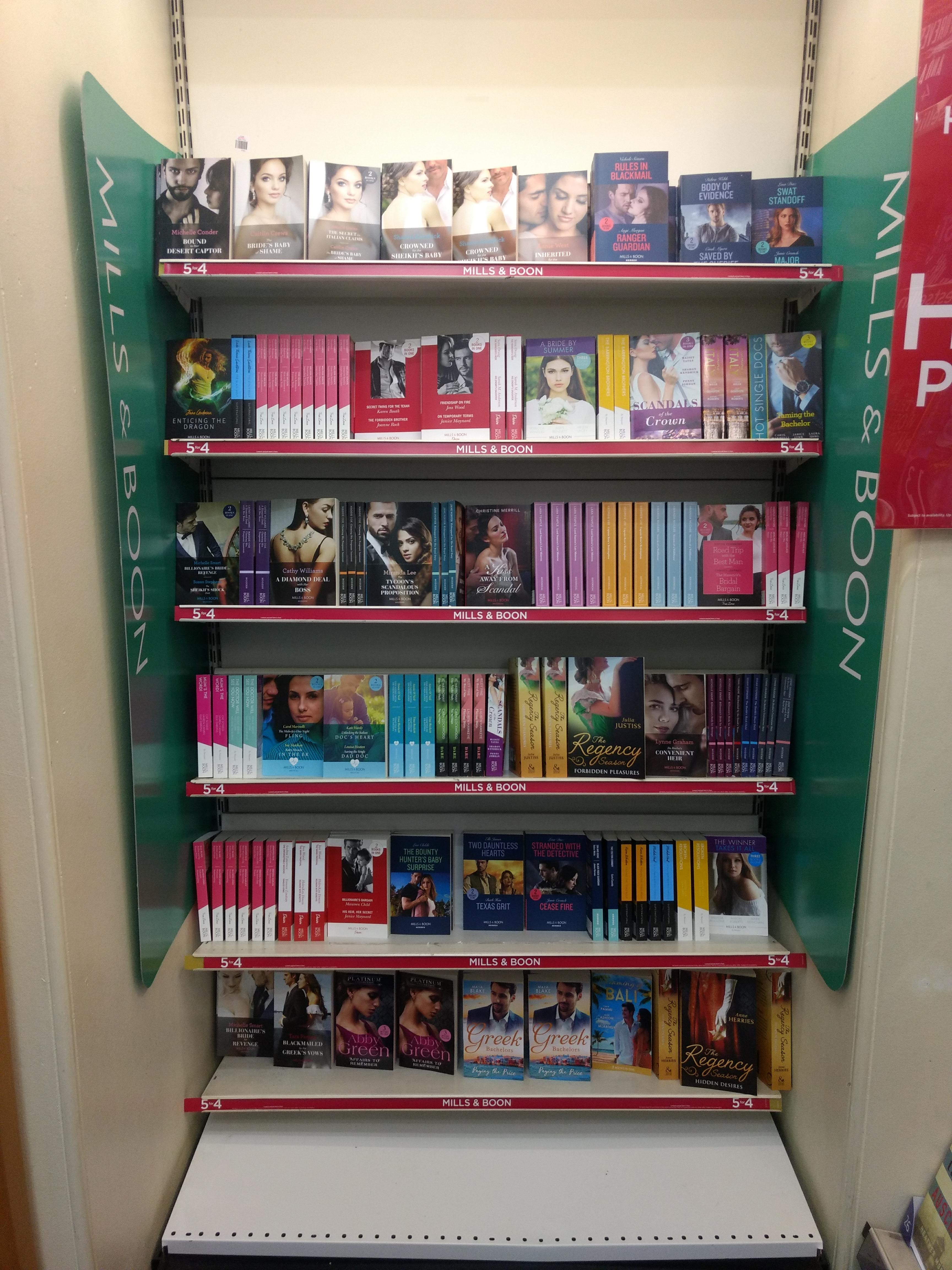
literatura romántica

En el mundo editorial hispanohablante se identifica como literatura de género a un variado conjunto de obras literarias —normalmente novelas— que, aun perteneciendo a diversos grupos temáticos, presentan como características comunes:
- La aceptación de las «convenciones de género» como un pacto tácito entre autor y lector[2]  por el que ciertos hechos pueden presentarse sin un preámbulo o explicación detallada, en el entendimiento de que serán aceptados por el lector debido a su conocimiento previo de otras obras de parecida ambientación o tema.

- En relación con lo anterior, la posible «suspensión de la incredulidad» ante situaciones que lindan o traspasan lo realista, pero que son verosímiles dentro del propio contexto de la narración.

- En muchos casos, un argumento que gira en torno a la figura de uno o más héroes que se enfrentan con éxito a poderosas circunstancias adversas, lo que convierte a la literatura de género en un refugio moderno del género épico.

## Tipos
Algunos tipos destacados de literatura de género son:
- La literatura de fantasía.
- La literatura de ciencia ficción.
- La literatura de terror y la novela gótica.
- La literatura policíaca y el «género negro».
- La literatura romántica.
- La literatura erótica.
- La novela histórica.
- El «western».

## Valoración y crítica

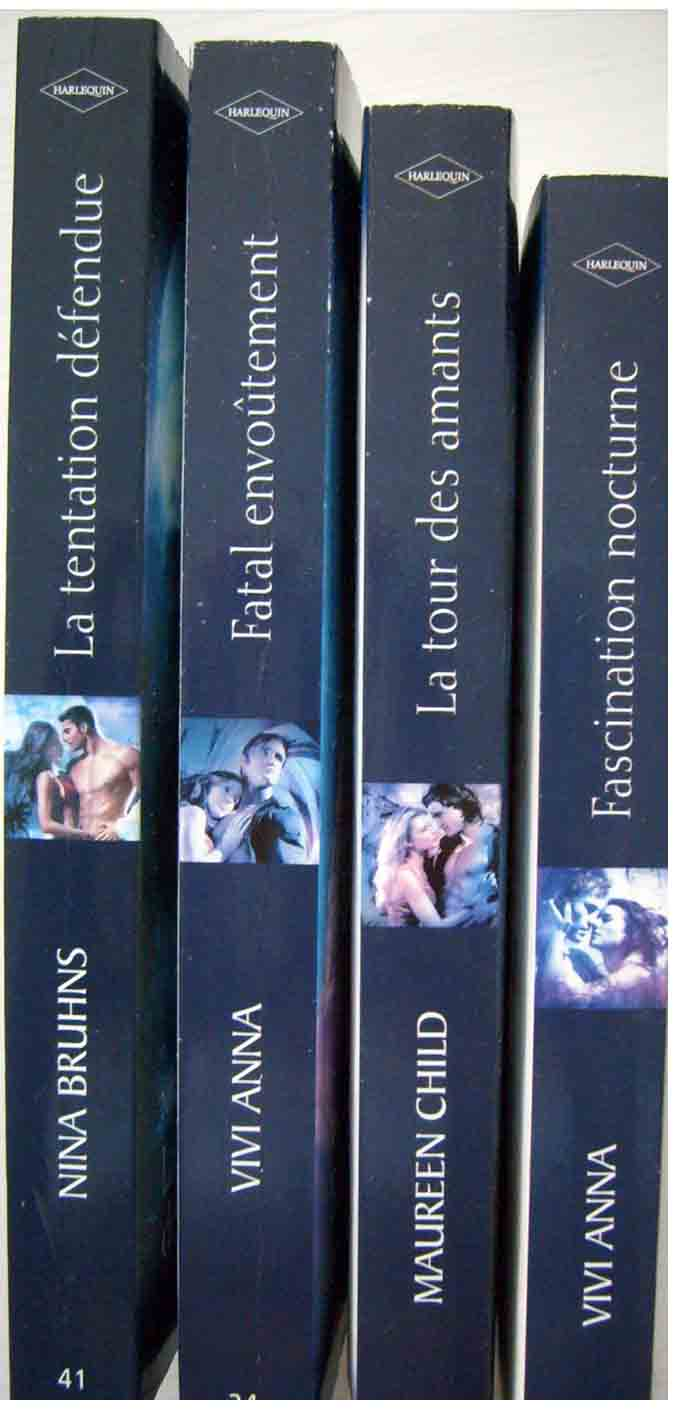
Lote de novelas de la colección Nocturne de las editoriales Harlequin.

La literatura de género es a veces despreciada como no perteneciente alta cultura; como una mera forma de entretenimiento o evasión. Si bien es cierto que abundan los ejemplos que apoyarían dicha tesis, esta es una generalización apresurada que no tiene en cuenta nombres como Charlotte Brontë, Raymond Chandler o Ray Bradbury, por citar algunos de los muchos ejemplos que podrían encontrarse y con independencia del subgénero o tema concreto tratado por cada autor.
Varias figuras literarias importantes han escrito libros de ficción de género, o libros que contienen elementos de ficción de género. Por ejemplo, la novela Crimen y Castigo de Fydor Dostoevsky contiene elementos del género crime fiction. La obra de Gabriel García Márquez El amor en los tiempos del cólera es una novela romántica. Frankenstein y Drácula son gótica horror novelas. Graham Greene en el momento de su muerte en 1991 tenía fama de escritor tanto de novelas profundamente serias sobre el tema del catolicismo, como de "historias de detección llenas de suspense". Aclamado en vida, fue preseleccionado en 1966 para el Premio Nobel de Literatura. El premio Nobel André Gide afirmó que Georges Simenon, más conocido como creador del detective de ficción Jules Maigret, era "el más novelesco de los novelistas de la literatura francesa".
Stephen King fue galardonado con el Medalla a la Contribución Distinguida a las Letras Americanas; pero esto polarizó las opiniones y llevó al debate sobre el mérito literario de la ficción de género.  Los comentarios negativos sobre la ficción de género han suscitado respuestas de Time, Salon, the Atlantic, y el Los Angeles Review of Books. La premio Nobel Doris Lessing describió la ciencia ficción como "una de las mejores ficciónes sociales de nuestro tiempo", y calificó a Greg Bear, autor de Música de sangre, como "un gran escritor".
En la década de 2000, la BBC se defendió de las acusaciones de que se había mofado de la ficción de género, mientras que el Man Booker y National Book Awards han sido criticados por ignorar la ficción de género en su proceso de selección.
Algunos críticos han afirmado que la lectura de novelas románticas y de suspense hace a los lectores más sensibles, porque estas novelas se centran en las relaciones interpersonales.

## Literatura de género delsigloXX

### Principios delsigloXX
El enigma de las arenas (1903) de Erskine Childers, definió la novela de espionaje y Follett también la ha llamado "el primer thriller moderno".
La obra de Emma Orczy La Pimpinela Escarlata (1903) fue originalmente una obra de teatro de gran éxito, cuando se representó en Londres en 1905. La novela La Pimpinela Escarlata se publicó poco después del estreno de la obra y tuvo un éxito inmediato. Orczy consiguió un gran número de lectores en Gran Bretaña y en todo el mundo. La popularidad de la novela, que narraba las aventuras de un miembro de la alta burguesía inglesa en la época de la Revolución Francesa, le animó a escribir varias secuelas de su "temerario" durante los 35 años siguientes. La obra se representó con gran éxito en Francia, Italia, Alemania y España, mientras que la novela se tradujo a 16 idiomas. Posteriormente, la historia se ha adaptado a la televisión, al cine, a un musical y a otros medios. El personaje de la baronesa Orczy El viejo de la esquina (1908) fue uno de los primeros detectives de sillón que se crearon. Sus historias cortas sobre Lady Molly de Scotland Yard (1910) fueron un ejemplo temprano de una mujer detective como personaje principal.
John Buchan escribió las novelas de aventuras de Prester John (1910) y cuatro novelas que cuentan las aventuras de Richard Hannay, de las cuales la primera, Los treinta y nueve escalones (1915) es la más conocida. Las novelas protagonizadas por un caballero aventurero fueron populares en el periodo de entreguerras, ejemplificadas por la serie de H. C. McNeile con Bulldog Drummond (1920), y Leslie Charteris, cuyos numerosos libros narraban las aventuras de Simon Templar, alias El Santo.

Agatha Christie.

El medievalista erudito M. R. James escribió historias de fantasmas muy apreciadas (1904-1928) en escenarios contemporáneos.
Esta fue la llamada Edad de Oro de la ficción detectivesca. Agatha Christie, escritora de novelas policíacas, cuentos y obras de teatro, es recordada sobre todo por sus 80 novelas policíacas y sus exitosas obras de teatro del West End. Las obras de Christie, especialmente las protagonizadas por los detectives Hércules Poirot o Miss Marple, la convirtieron en una de las escritoras más importantes e innovadoras en el desarrollo del género. Entre sus novelas más influyentes figuran El asesinato de Roger Ackroyd (1926); una de sus novelas más controvertidas, su innovador final retorcido tuvo un importante impacto en el género), Asesinato en el Orient Express (1934), Muerte en el Nilo (1937) y Y entonces no hubo ninguno (1939). Otras escritoras apodadas "reinas del crimen" son Dorothy L. Sayers (gentleman detective, Lord Peter Wimsey), Margery Allingham (Albert Campion, supuestamente creado como parodia del Wimsey de Sayers,) y el neozelandés Ngaio Marsh (Roderick Alleyn). Georgette Heyer recreó el género del romance histórico desde 1921, y también escribió ficción detectivesca (1932-1953).

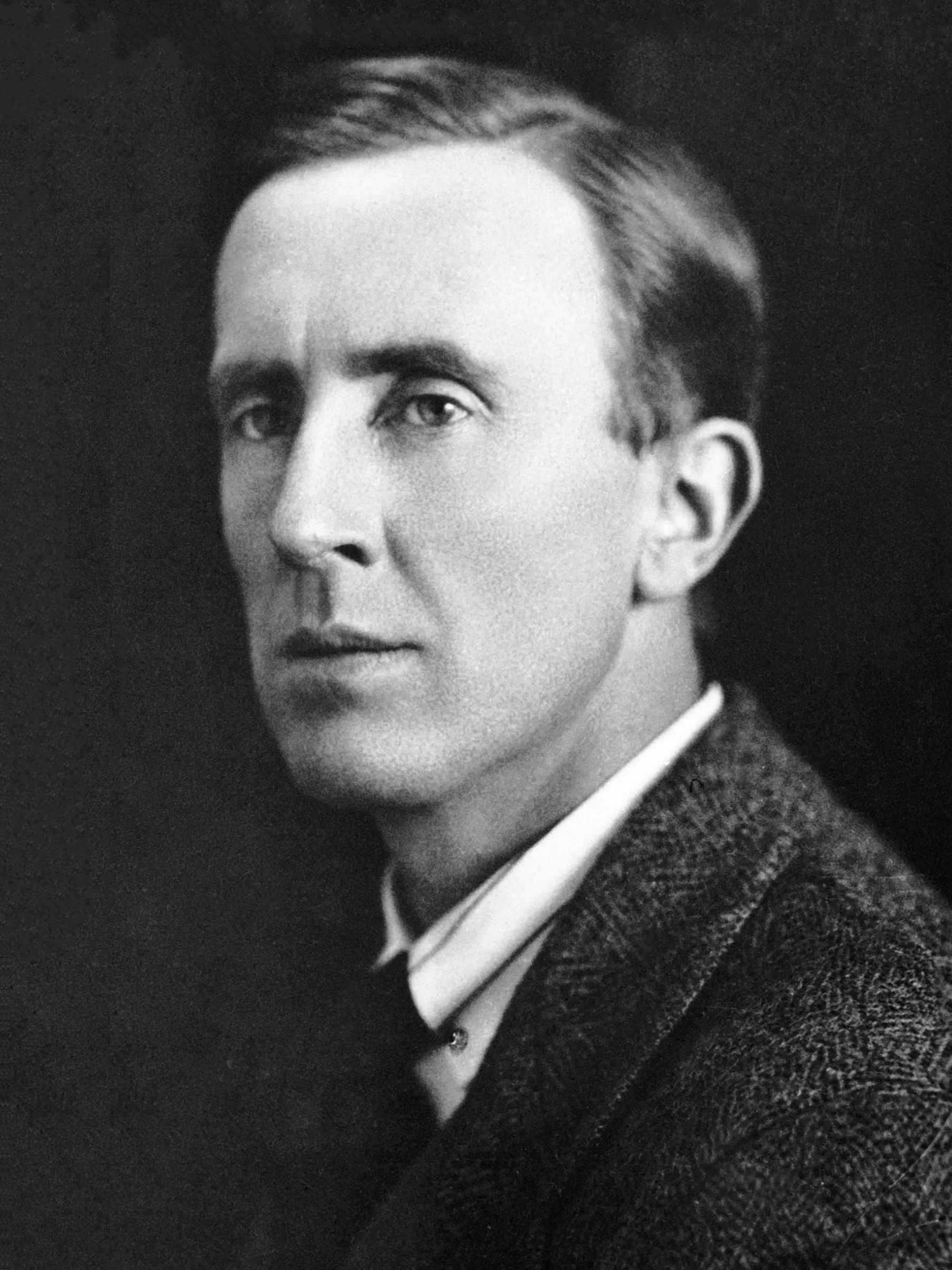
J. R. R. Tolkien.

Una obra importante de ciencia ficción, de principios del siglo XX, es Un viaje a Arcturus del escritor escocés David Lindsay, publicada por primera vez en 1920. Combina fantasía, filosofía y ciencia ficción en una exploración de la naturaleza del bien y del mal y su relación con la existencia. Ha sido descrita por el crítico y filósofo Colin Wilson como la "mejor novela del siglo XX", y fue una influencia central en la Trilogía del Espacio de C. S. Lewis. También J. R. R. Tolkien dijo haber leído el libro "con avidez", y lo elogió como una obra de filosofía, religión y moral. Se difundió ampliamente en forma de libro de bolsillo cuando se publicó como uno de los volúmenes precursores de la serie Ballantine Adult Fantasy en 1968.
Desde principios de la década de 1930 hasta finales de la de 1940, un grupo informal de discusión literaria asociado a la facultad de inglés de la Universidad de Oxford, fueron los "Inklings". Sus principales miembros eran los principales novelistas de fantasía; C. S. Lewis y J. R. R. Tolkien. Lewis es conocido por Las cartas de Screwtape (1942), Las crónicas de Narnia (1950-1956) y La trilogía del espacio (1938-1945), mientras que Tolkien es más conocido como autor de El Hobbit (1937), El Señor de los Anillos (1954-1955), y El Silmarillion (1977).

### SigloXXposterior
En la escritura de thriller, Ian Fleming creó el personaje James Bond 007 en enero de 1952, mientras estaba de vacaciones en su finca jamaicana, Goldeneye. Fleming narró las aventuras de Bond en doce novelas, entre ellas Casino Royale (1953), Vive y deja morir (1954), Dr. No (1958), Goldfinger (1959), Thunderball (1961), La espía que me amó (1962), y nueve obras de cuentos.
A diferencia de las aventuras de espionaje de Bond, John le Carré fue un autor de [[ficción de espionaje]|novelas de espionaje]] que describía un mundo sombrío de espionaje y contraespionaje, y su novela más conocida El espía que vino del frío (1963), suele considerarse una de las mejores del género. Frederick Forsyth escribe novelas de suspense, como El día del chacal (1971), El expediente Odessa (1972), Los perros de la guerra (1974) y El cuarto protocolo (1984). Ken Follett escribe thrillers de espionaje, siendo su primer éxito El ojo de la aguja (1978), seguido de La llave de Rebeca (1980), así como novelas históricas, especialmente Los pilares de la tierra (1989), y su secuela Mundo sin fin (2007). Elleston Trevor es recordado por su historia de aventuras de 1964 El vuelo del Fénix, mientras que el novelista de suspense Philip Nicholson es más conocido por El hombre en llamas. La obra de Peter George Alerta roja (1958), es un thriller de la Guerra Fría.
Entre las novelas de guerra se encuentran las de Alistair MacLean, Los cañones de Navarone (1957), Where Eagles Dare (1968), y Jack HigginsEl águila ha aterrizado (1975). Las novelas históricas de Patrick O'Brian son la serie Aubrey-Maturin ambientada en la Royal Navy, siendo la primera Master and Commander (1969).
La novela de Ronald Welch ganadora de la Medalla Carnegie está ambientada en el siglo XII y ofrece una descripción de la Tercera Cruzada, protagonizada por el líder cristiano y rey de Inglaterra Ricardo Corazón de León.
En el ámbito de la novela negra, son populares los murder mysteries de Ruth Rendell y P. D. James.
Nigel Tranter escribió novelas históricas de célebres guerreros escoceses; Robert the Bruce en La Trilogía de Bruce, y William Wallace en El Wallace' (1975), obras señaladas por los académicos por su exactitud.

#### Ciencia ficción

Arthur C. Clarke

John Wyndham escribió ciencia ficción post-apocalíptica, siendo sus obras más notables El día de los trífidos (1951), y Los cucos de Midwich (1957). La mosca (1957), de George Langelaan es un relato corto de ciencia ficción. La obra de Arthur C. Clarke 2001: Una odisea del espacio (1968), se basa en sus diversos relatos cortos, en particular en El centinela (1951). Sus otras novelas importantes son Cita con Rama (1972), y Las fuentes del paraíso (1979). Brian Aldiss es contemporáneo de Clarke.
Michael Moorcock (nacido en 1939) es un escritor, principalmente de ciencia ficción y fantasía, que también ha publicado varias novelas literarias. Formó parte de la "Nueva Ola" de escritores de ciencia ficción, "parte de cuyo objetivo era dotar al género de mérito literario" Asimismo, J. G. Ballard (nacido en 1930) "se dio a conocer en la década de 1960 como el más destacado de los escritores de ciencia ficción de la 'Nueva Ola'". Una figura posterior importante de la ciencia ficción fue Iain M. Banks que creó una sociedad ficticia anarquista, socialista y utópica llamada "La Cultura". Entre las novelas que la componen se encuentran Excesión (1996), y Inversiones (1998). También ha publicado novelas de corte convencional, como la muy controvertida La fábrica de avispas de 1984. La ganadora del premio Nobel Doris Lessing también publicó una secuencia de cinco novelas de ciencia ficción los Canopus en Argos Archivos entre 1979 y 1983.

#### Fantasía

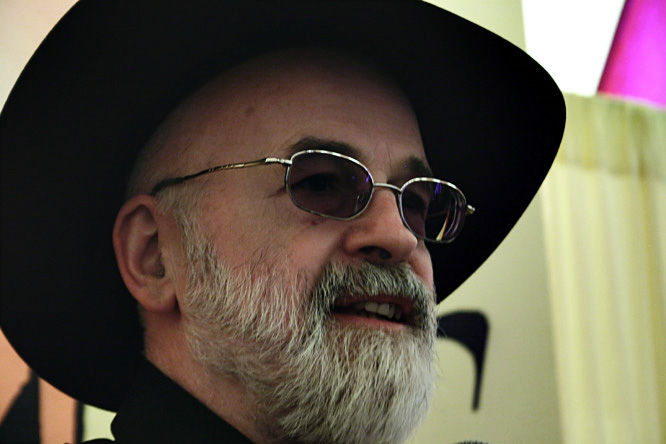
Terry Pratchett

Terry Pratchett es más conocido por su serie de novelas de fantasía cómica Mundodisco, que comienza con El color de la magia (1983), e incluye Mort (1987), Hogfather (1996), y Vigilancia nocturna (2002). La otra obra más notable de Pratchett es la novela de 1990 Buenos Presagios.
La trilogía fantástica de Philip Pullman, Sus materiales oscuros, comprende Luces del Norte (1995), El cuchillo sutil (1997), y El catalejo de ámbar (2000). Sigue la llegada a la edad de dos niños que deambulan por una serie de universos paralelos con un telón de fondo de acontecimientos épicos.
Neil Gaiman es un escritor de ciencia ficción, cuentos y novelas de fantasía, entre cuyas obras destacan Stardust (1998), Coraline (2002), El libro del cementerio (2009), y la serie The Sandman.
Las obras de Alan Moore incluyen Watchmen, V de Vendetta, ambientada en una distopía futura del Reino Unido, The League of Extraordinary Gentlemen, y From Hell, que especula sobre la identidad y los motivos de Jack el Destripador.
Douglas Adams escribió la trilogía de cinco volúmenes de comedia de ciencia ficción La guía del autoestopista galáctico, y también escribió la novela de fantasía detectivesca La agencia de detectives holísticos de Dirk Gently.

#### Horror
Las novelas de terror de Clive Barker incluyen El corazón atado al infierno